# Heller Farkas Szakkollégium
Az 1996-ban alakult közel 50 fős Heller Farkas Szakkollégium a Budapesti Corvinus Egyetem (BCE, korábban: Budapesti Közgazdaságtudományi Egyetem) egyik sikeres és elismert diákszervezete. Több mint húszéves története során neve országos szinten ismert lett a pénzügyi szféra szereplői között. A szakkollégium egy szakmai alapon szerveződő közösségből bontakozott ki, amely közösség a mai napig autonóm szervezetként működik.

## Céljai
A Heller Farkas Szakkollégium célkitűzései a következők:
- Az angolszász college-ok és a híres magyar szakkollégiumok legjobb hagyományainak és szellemiségének őrzése, ezen tradíciók ötvözése. Ehhez kapcsolódóan egy új szervezeti forma létrehozása, amely lehetőséget teremt a Budapesti Corvinus Egyetemen folyó szakmai munka kibővítésére.
- A közgazdaságtan és más társadalomtudományok iránt érdeklődő fiatalok összegyűjtése, a témával kapcsolatos előadások, kurzusok, tanulmányutak és konferenciák rendezése-szervezése, ezzel kapcsolatos kiadványok megjelentetése, a tagok számára szakmai gyakorlat, ösztöndíj, illetve az ehhez szükséges tárgyi feltételek biztosítása.
- A magyar értelmiség számára elengedhetetlen széles látókör, tájékozottság és kulturáltság eléréséhez szükséges feltételek megteremtése.
- Egy, az egyetem elvégzése után is összetartó, összejáró, egymást segítő baráti társaság kialakítása.
- Más szakkollégiumokkal, szakmai szervezetekkel való kapcsolatfelvétel, együttműködés.

## Története
A Heller Farkas Szakkollégium alapításának gondolata legelőször 1995 nyarán merült fel egy kisebb baráti társaság tagjaiban. Legtöbbjük már szerzett tapasztalatokat egy vagy több egyetemi szervezetben, és úgy érezték, hogy ezekben, bár a közösségi élet területén rengeteget tanultak, szakmailag nem tudnak eleget fejlődni, az őket érdeklő témákban elmélyedni. Úgy gondolták, hogy ehhez egy szakkollégium nyújthatna megfelelő keretet, ahol az élénk közösségi élet mellett szakmai téren is továbbléphetnek.
Az alapítók 1996 tavaszán fogadták el a szakkollégium Szervezeti és Működési Szabályzatát (SZMSZ) és Szakmai Szabályzatát, kialakították szervezeti felépítését, megtervezték a következő tanév kurzusait, és elkezdték kifelé kommunikálni a szakkollégium megalapításának tervét, elsősorban az egyetemi vezetés és az egyetem többi szakkollégiuma felé. Ennek eredményeképpen 1996 novemberében az Egyetemi Tanács elé terjesztették a Heller Farkas Szakkollégium alapításának kérelmét, amelyet november 26-án az el is fogadott – azzal a feltétellel, hogy két év múlva újra szavaz a véglegesítésről.
1999. március 8-án a kétéves szakmai és közösségi munka elismeréseként az Egyetemi Tanács egyhangú szavazással véglegesítette a Heller Farkas Szakkollégiumot.

## Tevékenysége

### Szellemi műhely
A Heller Farkas Szakkollégium színvonalas szakmai munkája lehetőséget nyújt tagjai számára, hogy az egyetemi képzésen túlmenő többlettudásra tegyenek szert. Az alapítók szándékának megfelelően nagy hangsúly helyeződik a pénzügyi képzésre.
A kurzusokon kis létszámú csoportokban gyakorlatorientált, interaktív órák hallgatására nyílik lehetőség a közgazdaságtan neves hazai szakértőitől, az egyetem tanáraitól s a szakkollégium végzett tagjaitól. A kurzusok választéka csak a tagság érdeklődési körétől függ:
2010/2011 I. félév:
- Ágazatelemzés kurzus (autóipar), Angol nyelvű kommunikációs-tárgyalási kurzus, Magyar tőkepiac ismertető kurzus, Pénzügyi Speciális Képzés, Viselkedési pénzügyek
- Bevezetés  kontrollingba, Konfliktus menedzsment, MATLAB,  Sportmenedzsment

A szakmai kritériumok azt szolgálják, hogy a szakkollégiumi tevékenység mellett a tagok helytálljanak az egyetemen is, s rendelkezzenek kellő nyelvtudással.  A diákok a szakkollégiumban szerzett elmélyültebb tudást évről évre kamatoztatják a Tudományos Diákköri Konferencián (TDK) és egyéb versenyeken.

#### Szakmai hét
2002 óta minden ősszel megrendezésre kerül a szervezet nagyszabású, többnapos konferenciája, a Heller Farkas Szakmai Hét. Ez az esemény a szakkollégium által szervezett számtalan előadáshoz, műhelybeszélgetéshez és a Tavaszi Minikonferenciához hasonlóan minden érdeklődő számára publikus. Fő célja, hogy egy, a tagságot érdeklő kérdéskört több szempontból, neves szakértők segítségével mutasson be. A 2010-es Szakmai Hét a monetáris unió fenntarthatósága, az EU monetáris és fiskális politikája köré szerveződött.

#### Tiszteletbeli tagok
Az önszerveződő tagság fontosnak tartja, hogy a szakmai elit sokat tapasztalt szereplői figyelemmel kísérjék a szakkollégiumban folyó szakmai munkát, s iránymutatással segítsék a szervezet fejlődését. Ezekre a szakemberekre tiszteletbeli tagokként tekintenek:
- Bokros Lajos
- Csaba László
- † Hetényi István
- Kopits György
- † Lámfalussy Sándor
- Szapáry György
- Száz János
- Sebestyén Géza
- Szeles Nóra
- Pásti György

#### Széles látókör
A tagok által megszervezett műhelybeszélgetések palettája rendkívül széles skálán mozog: 
- Dés László, Fabriciusz Gábor marketing szakember, Bábel Balázs kalocsai érsek,  Dr. Zacher Gábor  toxikológus, Dr. Tóth István János korrupciókutató, Nagygyörgy András a Bátor tábor fejlesztési igazgatója, Dr. Köves Slomó ortodox rabbi, Bilibók Botond Concorde Alapkezelő vezérigazgatója, Nemes Gábor a BKV szakszervezeti vezetője, Földi Ágnes a Magyarországi Prostituáltak Érdekvédelmi Egyesületének elnöke, Csipak Péter a Fashion Street tulajdonosa, Egyházi Géza musical énekes, Trippon Mariann a CIB vezetőelemzője, stb.

Az Irodalom Kedvelők Körében egy könyvön, a Közéleti IKK-n egy közéleti, gazdasági kérdésen keresztül ismerhetik meg mélyebben egymás gondolkodását a résztvevők.A látókört idén tovább bővítve egy Nemzetközi Konferencia megszervezését tervezi a Szakkollégium.

### Közösség
A rengeteg közös élmény, az éjszakába nyúló beszélgetések, a hajnalig tartó bulik egy nagyon szoros baráti közösséggé kovácsolják a „Farkasfalkát”.  A tagok szabadidejük közös eltöltésére rengeteg módot találnak (táborok, borkóstolások, színházlátogatások, kirándulások, nyári klubok…), sőt saját  együttest is alapítottak.
Emellett a közösségi életnek állandó helyszínt biztosít a közös ingatlan, melyben nem csak kurzusok és egyéb programok kapnak helyet hétről hétre, de a tagság több mint fele itt is él. Az Egyetemen a Szakkollégium saját irodával rendelkezik.
Ahhoz, hogy a teljesen önálló szervezet sikeresen működjön elengedhetetlen a tagok folytonos tenni akarása a szakkollégiumért. Az évente cserélődő vezetői pozíciókban a felelősségteljes döntéshozatalra, míg a teamekben a csapatmunkára és az önmegvalósításra nyílik lehetőség.
Nagy hangsúly helyeződik az utánpótlásra: az elsősök számára indított Heller Pénzügyi Képzés az egyetemi óráknál emberközelibben foglalkozik a gazdaság és a  pénzügy alapjaival. Az érdeklődők a Bevonó táborban ismerkedhetnek meg a szakkollégiummal. A legalkalmasabb „farkaskölykök” kiválasztását szolgálja a kétlépcsős felvételi.

## Külső hivatkozások
- A Heller Farkas Szakkollégium hivatalos honlapja
- facebook fan page:Heller Farkas Szakkollégium
- Twitter